# キャプテンシステム

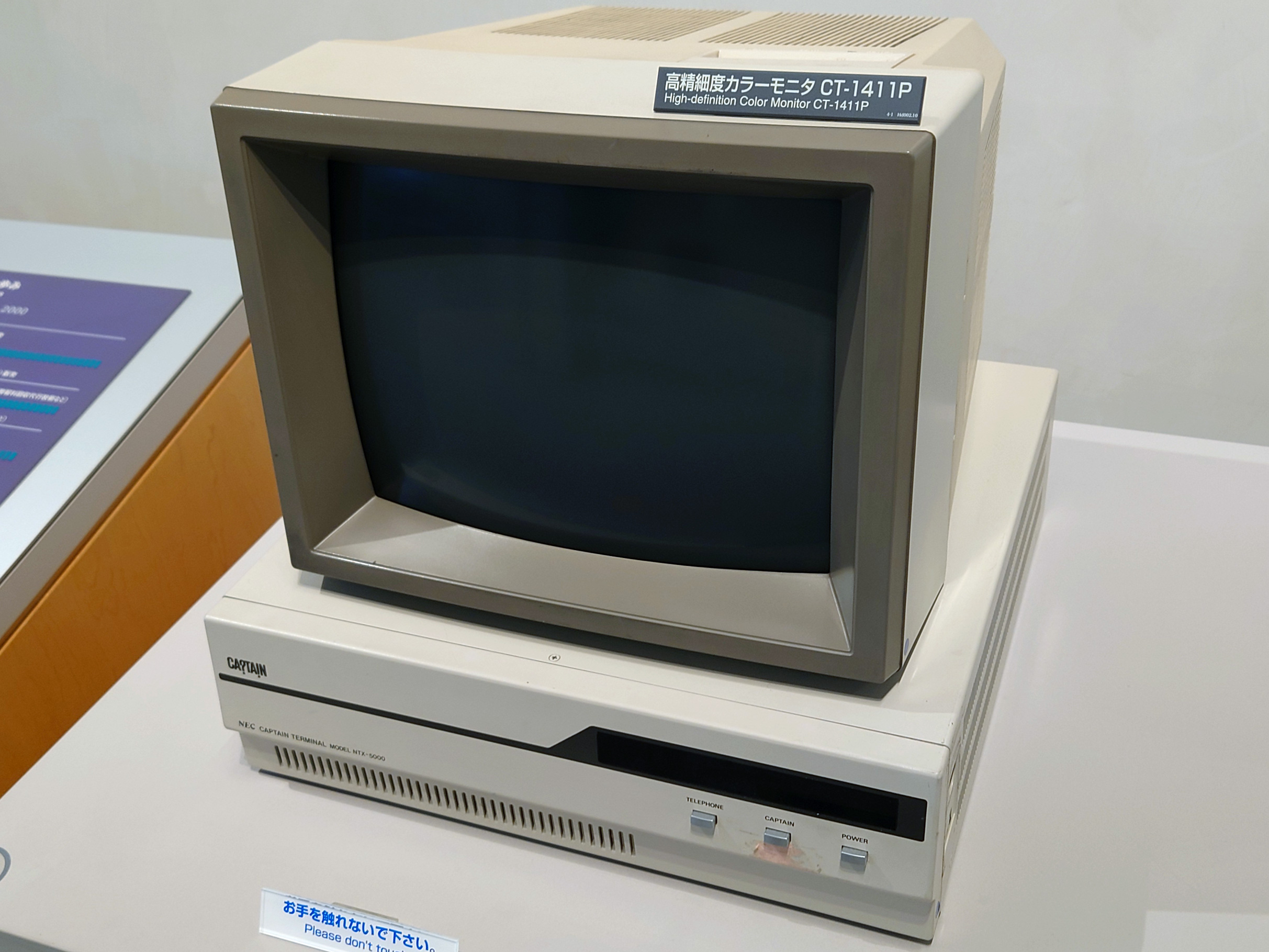
キャプテン端末

キャプテンシステム (CAPTAIN System、Character And Pattern Telephone Access Information Network System) は、電電公社が運用した日本のビデオテックス通信網システム。このシステムは電話回線を介して情報センターと端末を結び、利用者の要求に応じて情報を呼び出せることが主な特徴であり、1980年代当時の日本ではニューメディアの代表格として扱われていた。
1977年10月に郵政省が松下電器産業、日立製作所、日本電気と開発を開始し、1978年4月7日に「文字情報ネットワークシステム」構想を公表した。この時点では「文字図形の電話利用情報ネットワークシステム」の英文の頭字語である「CAPTAINS（キャプテンズ）」と呼ばれていた。
郵政省、電電公社、キャプテンシステム開発研究所は、1979年12月25日からキャプテンシステムの実験を開始し、以降中断を挟みながら1984年7月まで実験サービスを実施した。
1984年11月30日午前11時に電電公社が「キャプテン」の名称で首都圏と京阪神地域の一部で商用サービスを開始した。1987年3月末にほぼ全国をサービス提供地域とした。
しかし、提供される情報の内容の乏しさや専用端末および回線利用料の高さが響き、当初の想定より普及が進まず、サービス開始時から事業の低迷が長らく続いた。
営業不振や利用者の減少を理由に、1996年9月にNTTは中央集権型の情報センター「キャプテン情報センター」の運用を終了し通信網を再編、2002年3月にインターネットの普及による情報提供者および利用者の著しい減少を理由にNTTコミュニケーションズはキャプテン事業から撤退した。
ロゴは、「P」の部分が「?」、「I」が「!」とし「CA?TA!N」と読める様にデザインされていた。

## 概要

### システム開始の背景
電電公社は、第五次5か年計画により、一般加入電話の積滞解消と全国自動即時化の2大目標達成後、1978年から始まる第六次5ヵ年計画で今後高度化、多様化が予想された画像通信、ディジタル通信ネットワーク等に関する高度情報化に向けた取組みを始めた。
この一連の取組みによるシステムは、ニューメディアとして紹介された。武蔵野市に武蔵野電気通信研究所（現 NTT武蔵野研究開発センタ）が設置されていたこともあり、1984年には、武蔵野・三鷹地区でINSモデルシステムの実験が開始された。衛星放送、高速ディジタル伝送サービスといった高度伝送サービス、ファクシミリ通信網やVRS（ビデオレスポンスシステム、オンデマンドビデオシステムのこと）などの画像システムが実用化された。
キャプテンシステムもこれら一連のニューメディアサービスのひとつとして、1984年に当時の電電公社（現在のNTTグループ各社）が、首都圏や京阪神地区を中心にサービスを開始した。
当時は日本国外でもニューメディアサービスの開発が盛んに行われており、ビデオテックスについては北米地域ではNAPLPS、フランスではミニテルが実用化されていた。CAPTAIN Systemは、NAPLPSの仕様を参考にして作られている。

### システム内容
テレビをモニターとしたテレビアダプター型端末（キャプメイト）をアナログ電話回線を利用して情報センターに接続することで、センターに蓄積された文字・画像情報の提供を行った。接続時にセンター番号を入力して、センター番号で指定された情報センターに接続した。日本電信電話公社が用意した情報センターは、センター番号「36100」でキャプテン情報センター（全国キャプテン）である。ビデオテックス接続の特番である166をダイヤルし、プププの発信音を確認して、センター番号を入力すると情報センターに接続される。情報センター接続後に表示されるページ間の移動は、画面上に表示されている数字と#（例: 01#）を入力、もしくは*と数桁の数字を入力し移動した。
各地に第三セクターの情報提供会社が設立され、郷土情報、生活情報の提供を行った。自治体、日本国有鉄道（「ホットポット」）などの公共機関や、近畿日本鉄道の「テレメイト」などの企業も情報提供ページを設置していた。情報提供内容としては、ネットショッピングや座席予約、BBSや、オホーツクに消ゆ、ポートピア連続殺人事件等のゲーム試遊といったサービスも提供されていた。これらの情報提供者を、インフォメーションプロバイダ (ISP) と読んでいた。
画面の解像度は横248ドット×縦204ドットで、上部の12ドットはヘッダ情報の表示領域で固定となる。本文表示領域は標準文字であれば15文字×8行、小型文字は21文字×16行が表示可能。グラフィックは4×4ドット単位で16色中の2色が指定可能。
キャプテンは日本テレビ放送網と京王技研工業、沖電気工業が開発した、楽譜情報をコード化して伝送する音符符号化方式「MUSCOT」をメロディ機能（オプション機能）として採用し、伝送された楽譜情報を端末に搭載されたシンセサイザーで再生することが可能だった。音楽再生機能は1987年時点では、他国のビデオテックス規格には存在しないキャプテン独自の機能だったとされている。
キャプテンシステムの利用は、一般電話回線を利用したため個人の自宅の電話回線からビデオテックス通信網にアクセスすることも可能だった。
サービスを利用するためには専用端末機器の購入が必要である。通信料（ビデオテックス網への接続料）は時間課金による従量制で、距離区分はなく全国均一で3分30円、夜間、土・日・祝日は5分30円だった。この約款は2008年4月1日に廃止されている。
情報発信を行う場合は、下記の形式があった。
- キャプテン情報センタにスペースを借りる
- 自身でセンターを用意し、キャプテン情報センタに接続する (IF)
- 自身でセンターを用意し、ビデオテックス通信網に接続する (DF)

サービスの普及や建物の構内案内などを目的として、人が集まる屋内に公衆（キオスク）端末が設置され、その端末を利用する事もできた。
いずれの場合も、キャプテンシンタックスに従った画面（画像）データを作成するための端末、情報入力端末 (IT) または編集型簡易入力端末 (ET) が必要で、サービスの提供を行うための機器に要する費用が必要なため企業中心で、主にコスト面から個人で情報提供ページを設けることが困難であり、草の根的な情報発信はほとんど行われなかった。
しかしそんな状況の中でも、個人が情報発信・情報提供を試みた事例はある。小説家・パズル作家の雅孝司が第1号として6年間、菅直人が第2号として2年間ほど独自のページを運営していた。普段はBBSを通じてコミュニケーションを取る仲間を作り、時に回線を通じないで直接に顔を合わせるオフラインミーティングなど、現在の「オフ会」につながる活動をしていたユーザーも少ないながら存在した。
キャプテン情報センターのためキャプテンサービス株式会社が設立された。この会社は画面（画像）データの作成請負もその業務とし、情報入力端末を持たず画面作成をこの会社に依頼する事も多かった。画面作成代行を業務として請負うインフォメーションサービスプロバイダー (ISP) も多かった。キャプテンサービスは1995年9月にNTTビジュアル通信株式会社に社名変更し、2010年12月31日で営業活動を終了した。
利用者は、NTTの電話料金のほかに3分30円の通信料金と、有料情報サービスの場合は情報料を支払う必要があり、長時間続けるとかなり値が張っていた。公衆端末では原則的に無料である。接続料の他に、情報センター利用に際し情報料を必要とするサイトもあった。情報料の有無とその料金は情報提供者が情報ごとに設定した。NTTは情報料代行徴収するサービスを情報提供者に提供しており、通信料の徴収時に情報料を一緒に徴収し、情報提供者に徴収した情報料（代行徴収）を納めた。
サービス時間は24時間ではなく、キャプテン情報センタで提供していたオーダーエントリーサービスや情報料代行徴収サービスのデータやキャプテン情報センタに蓄積されている情報のバックアップのため、深夜1:00 - 早朝6:00の間はサービス休止された。

### 状況の変化
キャプテンシステムは、その後のパソコンの急速な普及とそれにともなう処理速度や伝送速度の向上、および文字と画像を扱うサービス（特にWWW）の利用が可能なインターネットの普及により、その役割を終えたと判断され、2002年にサービスを終了した。
キャプテンシステムは現在のパソコンや携帯電話などのインターネットの発展に大きな影響力を持つ発想を固めたシステムといっても良い。オーダーエントリサービスは、現在のインターネットショップ（ネット通販）とほぼ同じ事が可能である。情報料代行徴収は、携帯電話の情報料を携帯事業者がサービス提供者になりかわり徴収するサービスと同じ発想である。郵便貯金（郵貯）もキャプテンシステムを利用した振込みサービスを行っていたとともに、郵貯と情報提供者間での契約をする事により、オーダーエントリで購入した商品の代金を郵貯口座から引き落とす事が出来た。
個人モニターに端末を貸し出した東京都三鷹市や公共端末を鉄道駅や市立施設などの市内公共施設に配置した多摩市、神奈川県厚木市、川崎市などの様に一応の成果が見られた事例もあった。厚木市の場合、ニューメディア事業の一環として第三セクターの運営会社を起ち上げていた。
当時「高度情報通信社会」と呼ばれていた時代は、インターネットによって20年以上遅れて実現した。

### その他
キャプテンシステムと同時期に運用されていた類似のサービスとして「モジネット（文字放送）」がある。どちらも専用機器を家庭用テレビに接続して情報サービスを受ける点では同じだが、キャプテンシステムが電話回線を使用して利用者側からもデータを送信できる双方向型なのに対して、モジネットは放送波で送られてくるデータを閲覧するだけのプッシュ型と違いがある。モジネットの方が用途に制約があり、例えば詰め将棋などは一手ずつ解答を表示することはできても、利用者が差し手を送信することはできなかった。モジネットは利用にあたり通信費が不要という利点があった。ほかに放送波と電話回線を併用したサービスとして「ITビジョン」がある。

## サービス期間
- 1984年11月30日 - サービス開始[19]
- 2002年3月31日 - サービス終了[21]

## 主なキャプテン情報センタ
当時郵政省が推進していたテレトピア構想の影響もあり、全国各地にキャプテンシステムへの情報提供を行う運営会社（情報センタ）が設立された。
| 事業者名                                             | センタ番号 |
| ---------------------------------------------------- | ---------- |
| 北海道情報サービス（アリストロン）                   | 22311      |
| 函館インフォメーション・ネットワーク （HINET）       | 23711      |
| キャプテンあおもり（CAPNET）                         | 24251      |
| インフォメーションプラザ秋田                         | 25251      |
| キャプテン山形                                       | 25700      |
| インフォメーション・ネットワーク福島                 | 27151      |
| NTTキャプテンサービス （NTTビジュアル通信）          | 36100      |
| 厚木総合情報センター（AI-NET）                       | 47155      |
| メディア・ミックス静岡                               | 52741      |
| 名古屋情報センター(namos)                            | 55758      |
| 飛騨高山テレトピア                                   | 58555      |
| グレートインフォメーションネットワーク （G・I・NET） | 58645      |
| 北勢インフォメーション・サービス                     | 59143      |
| キャプテン三重                                       | 59244      |
| テレコムわかやま                                     | 69031      |
| スーパーステーション新潟                             | 71242      |
| キャプテン信州                                       | 74100      |
| 日本ビデオテックスサービス                           | 76241      |
| 日本海ネット                                         | 76841      |
| 丸八                                                 | 77143      |
| 神戸ポートキャプテン（かぼちゃBAR）                  | 81100      |
| 姫路メディアネットワーク                             | 82631      |
| 鳥取テレトピア（キャプテンとっとり）                 | 83181      |
| 松江情報センター（MAC、まつえキャプテン）            | 83831      |
| キャプテンセンター岡山                               | 84100      |
| 中国コミュニケーションネットワーク                   | 86633      |
| 山口ニューメディアセンター                           | 88100      |
| 北九州情報ひろば （北九州情報ネットワーク）          | 94121      |
| 久留米・鳥栖広域情報                                 | 94521      |
| 有明ニューメディアサービス                           | 94721      |
| 福岡ニューメディア・サービス                         | 95220      |
| ナガサキ・メディアセンター                           | 96021      |
| 大分ニューメディアサービス                           | 97311      |
| 熊本ビデオテックスサービス（KINGS）                  | 97621      |
| キャプテン鹿児島                                     | 98721      |

## システム構成
- PT：加入者端末
- LS：加入者交換機
- TS：中継交換機
- TGS：通信処理関門交換機
- VCP：ビデオテックス通信網
- DVCP：新ビデオテックス通信網
- GW：ゲートウエイ
- CAPF：キャプテン情報センタ
- DF：ダイレクトインフォメーションセンタ
- IF：インフォメーションセンタ
- IT：情報入力端末
- ET：編集型入力端末

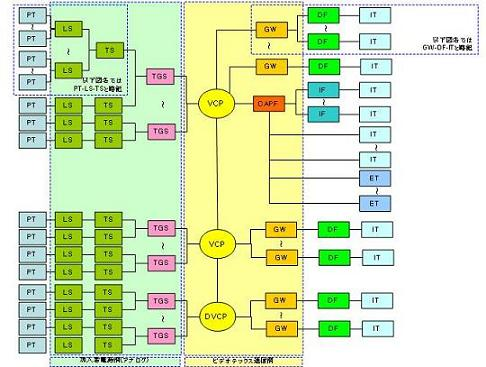
システム構成

PTは電話回線を利用し、通信処理関門交換機を経由しビデオテックス通信網接続する。PTは166+センタ番号を入力することで接続する情報センタを指定する。加入交換機と中継交換機は、166を最初に受信する事でビデオテックス通信網への接続要求であると識別し通信処理関門交換機にセンタ番号を送出する。
ビデオテックス通信網の接続に電話回線を利用する事により、加入者端末とビデオテックス利用契約をするだけでキャプテンシステムを利用できる。
通信処理関門交換機は、複数の地域の中継交換機からの接続要求を処理する。通信処理関門交換機はファクシミリ通信網と共用されており、166で始まる番号はビデオテックス通信網に003501、003502で始まる番号はファクシミリ通信網に接続する。
ビデオテックス通信網は、東京2か所、大阪1か所に設置された。ビデオテックス通信網は、VICT、VCX、VCV、VGW等複数の装置から構成されている。これら複数の装置は、FSN装置を用い二重化されたループ型光ファイバに接続される。これは、LANのリング型トポロジを先んじて取り入れている。
複数存在するビデオテックス通信網同士は中継回線で接続されており、ビデオテックス通信網VCXにて交換処理されるため、加入者端末やインフォメーションセンタ、ダイレクトインフォメーションセンタがどのビデオテックス通信網に接続されているか意識する必要は無い。
ビデオテックス通信網が複数存在する理由は、加入者増の際にビデオテックス通信網を追加設置し、既存ビデオテックス通信網間加える方式とする事で将来の設備拡張の容易性を確保するためである。
キャプテン情報センタは、NTTが用意した情報センタであり、画像情報を蓄積するためのディスクスペースを貸出していた。センタ番号は36100。ビデオテックス通信網にて情報提供している情報センタ案内も行っていた。
キャプテン情報センタのディスクスペースを利用する情報提供者は、情報入力端末を設置し回線を経由しキャプテン情報センタに転送する。
ダイレクトインフォメーションセンタは、自らコンピュータ装置を用意し「ビデオテックス通信網サービスのインタフェース（センタ編）」に記載されているプロトコルに従い、ゲートウエイを介してビデオテックス通信網に接続し情報提供を行う。センタ毎にセンタ番号を割振られている。
インフォメーションセンタも、自らコンピュータ装置を用意するが、ゲートウエイではなく、キャプテン情報センタに接続する。「キャプテンシステムサービスのインタフェース」に記載されているプロトコルに従い情報提供を行う。キャプテン情報センタと連携することで、情報提供のためのインフォメーションセンタ側の処理が軽減される。キャプテン情報センタが提供するオーダーエントリサービス、資金決済サービスを簡易に利用できた。
情報入力端末は、キャプテンシステムで使用する画像データを作成する装置。編集型入力端末は情報入力端末の簡易版である。

### ローカルキャプテンシステム
情報センタとして機能するコンピュータ上にビデオテックス通信網をエミュレートするソフトウエアを実装し、集合FAXモデム装置をコンピュータに接続するハードウエア構成にて、ビデオテックス通信網を介さず、一般加入者電話網のみを利用し、情報センタに接続する方式のセンタも存在した。情報センタ方式をローカルキャプテンシステムと称する。加入者端末からの接続は、代表電話番号を端末に入力しセンタ接続を行った。この方式による情報センタは単にローカルキャプテンあるいはプライベートキャプテンと呼ばれることもあった。情報センタが所在する場所により、ローカルキャプテンの語も使われた。

### キャプテンリサーチ
キャプテンリサーチは、NTTビジュアル通信株式会社がキャプテンシステムを利用して実施していた市場調査サービスである。
市場調査を行いたい顧客企業から同社が調査委託を受けて実施するもので、新聞広告や電話営業などで調査対象者を募集し、キャプテンシステムを利用していない人には機器を無償で提供した。キャプテンリサーチのセンタ番号は「36166」で、接続料金は無料。
1991年4月に開始され、キャプテンシステムのサービスが終了するまで運用された。キャプテンシステムのサービス終了後は、同社のインターネット調査サービスであるダイナミックリサーチに受け継がれた。

## 情報利用者端末機器
- テレビアダプタ型キャプテン端末キャプメイト Cap Mate
- ディスプレイ一体型キャプテン端末キャプメイトV10
- 街頭端末用キャプメイトV14
- ディスプレイ一体型キャプテン端末キャプメイトV15
- 多機能電話型キャプテン端末テレアシスト5100
- 高密度ハイブリッド端末アダプタ TU-CP410[型式認定番号B-59-0120] 松下電器産業株式会社 映像機器事業部
- ハイブリッド TU-CP200[型式認定番号B-59-0168] 松下電器産業株式会社 映像機器事業部
- C&Cビデオテックスシステム キャプテンターミナル NTX-2000 日本電気ホームエレクトロニクス株式会社
- C&Cビデオテックスシステム キャプテンターミナル 高密度ハイブリッド NTX-3000 日本電気ホームエレクトロニクス株式会社
- C&Cビデオテックスシステム キャプテンターミナル 高密度コマンド NTX-5000 日本電気ホームエレクトロニクス株式会社
- キャプテンマルチステーション - NTT・アスキー・高岳製作所が共同開発したMSX2規格のキャプテン端末[22]
- ビデオテックスターミナル MPC-S1 三洋電機株式会社[23]
- キャプテンユニット KA-MPC-CAP1 三洋電機株式会社[23]　- 同社のMSX (初代規格)のパソコン（MPC-10mkII・MPC-10・MPC-11・MPC-6）専用の拡張ユニット
- MSXキャプテンアダプタユニット SCA-01 日本楽器製造株式会社 - メインRAM128KBのMSX2専用。キャプテンモデム（MD-01）が別途必要
- 硬貨作動式テーブル型キャプテン端末機 CP-1000/CP-3000 太平技術工業株式会社 - 100円で3分間の利用が可能[24]
- 硬貨作動式アップライト型キャプテン端末機 NM-21 ダイナエレクトロニクス有限会社 - 100円で3分間の利用が可能[24]